# Ашхарацуйц
„Ашхарацуйц“ (на арменски: Աշխարհացույց) е арменска книга от 7 век с географско и картографско съдържание. В миналото за неин автор е смятан Мовсес Хоренаци, но вече преобладава мнението, че това е Анания Ширакаци.
„Ашхарацуйц“ продължава традициите на античната география, основаваща се на трудовете на Клавдий Птолемей. Първата ѝ част съдържа общо описание на света, релефа, климатичните зони, моретата. Втората част, която е с по-голям обем, описва континентите – Европа, Либия и Азия. Изброени са народите, планините, реките, полезните изкопаеми, растителността, животните, характерни за различните области. Най-подробно е описанието на Близкия изток – Армения, Иберия, Кавказка Албания, Мала Азия, Сирия, Иран, Месопотамия, Сарматия.